# Saliout 6
Saliout 6 était une station spatiale soviétique lancée le 29 septembre 1977 et utilisée jusqu'en 1982.
Bien que d'allure similaire aux  stations Saliout précédentes, elle disposait de plusieurs innovations dont un second port d'amarrage permettant soit le ravitaillement en vivres et en carburant par un vaisseau cargo Progress, soit la visite d'un deuxième équipage. 
La station a hébergé cinq équipages pour des séjours de longue durée et onze équipages visiteurs, soit vingt-six personnes, dont six s'y sont rendus deux fois et huit n'étaient pas des Soviétiques mais des membres de pays du bloc de l'Est ou de régime communiste (programme Intercosmos).
Aucun incident grave n'a été à déplorer mais deux Soyouz (Soyouz 25 et Soyouz 33) ont raté leur amarrage, les équipages étant contraints de rentrer sur Terre deux jours après leur décollage. 
Avec Saliout 6, le programme spatial soviétique a en revanche établi en 1980 un nouveau record d'endurance dans l'espace quand Leonid Popov et de Valeri Rioumine y ont séjourné six mois.

## Contexte
Le développement de la première station spatiale soviétique se fait initialement sous l'appellation Almaz pour répondre aux besoins des militaires soviétiques. Lorsque le programme habité soviétique lunaire échoue face au programme Apollo, les dirigeants soviétiques, pour lesquels le spatial a une forte valeur de propagande, choisissent de soutenir le projet d'une station spatiale civile dérivée d'Almaz qui sera renommée Saliout. Parmi les huit stations Saliout lancées, trois sont néanmoins des stations militaires Almaz à l'architecture distincte dont les objectifs militaires sont ainsi dissimulés. Après des débuts difficiles marqués par la perte de plusieurs stations spatiales et la tragédie de Soyouz 11 les soviétiques apprennent avec Saliout 6 à maitriser tous les aspects des séjours prolongés dans l'espace. 

## Déroulement des missions à bord de Saliout 6

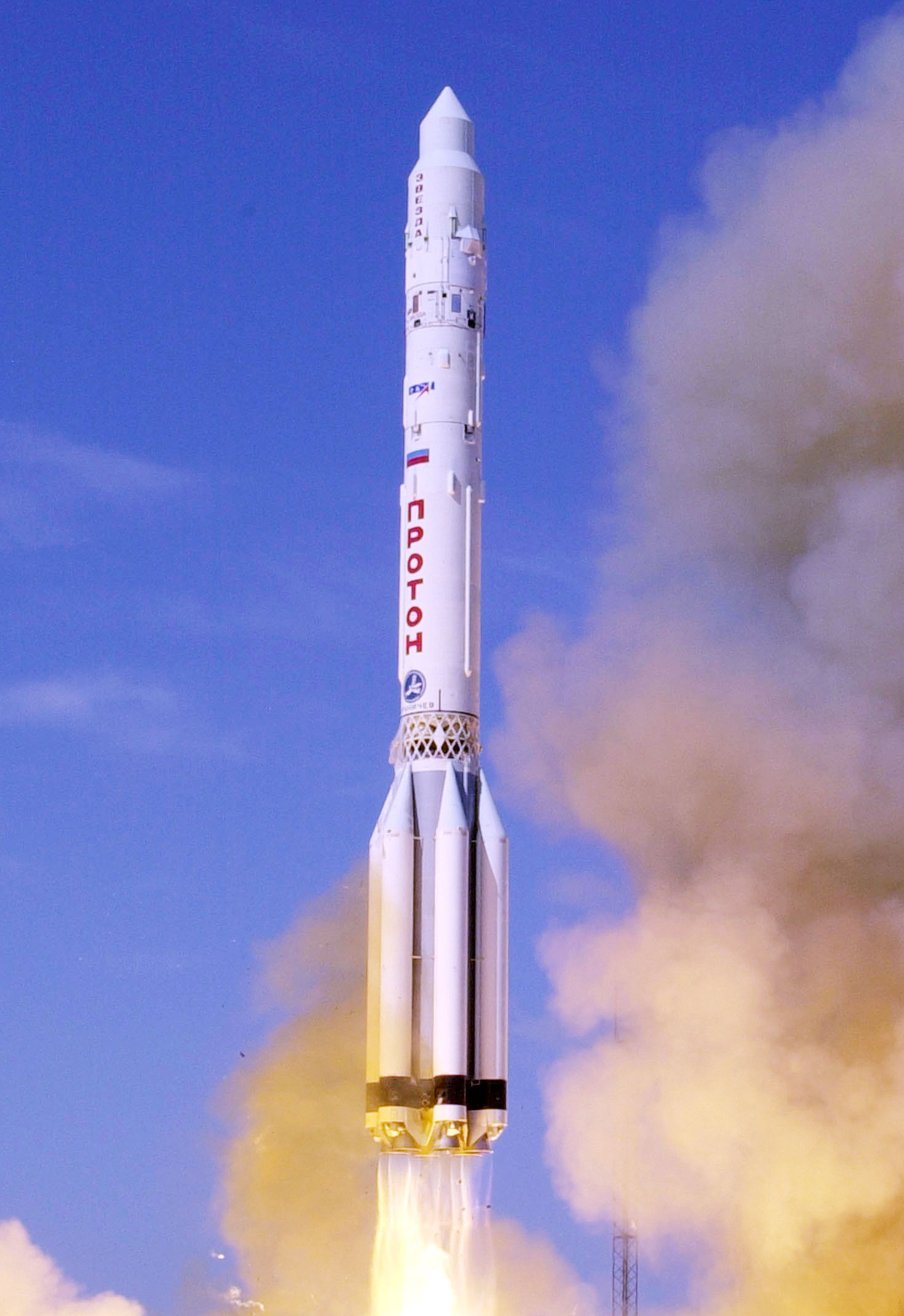
Le lanceur Proton sera utilisé pour lancer toutes les stations Saliout. Ici lancement de Zvezda, lointain descendant des Saliout.

De 1977 à 1982, Saliout 6 a été occupée par 5 équipages permanents et visité par 11 équipages pour des séjours courts, incluant des cosmonautes-chercheurs issus des pays du Pacte de Varsovie ou sympathisants de l'Union soviétique : le Tchécoslovaque Vladimir Remek, le premier voyageur de l'espace non issu des États-Unis ou de l'Union soviétique, a volé dans Saliout 6 en 1978. Les pays concernés étaient : Tchécoslovaquie, Hongrie, Pologne, Roumanie, Cuba, Mongolie, Viêt Nam et République démocratique allemande. Le tout premier séjour longue durée à bord de Saliout 6 a battu un record établi à bord de Skylab en 1974, en restant 96 jours en orbite. Le plus long vol à bord de Saliout 6 a duré 185 jours. La quatrième expédition a déployé une antenne radiotélescope de 10 mètres apportée par un vaisseau cargo. Après cela, les vols habités vers Saliout 6 ont été discontinus. En 1981, un vaisseau lourd TKS lancé sans équipage, le vol Cosmos 1267, faisant partie du programme Almaz annulé par la suite s'amarre à la station dans le cadre de tests de qualifications. Saliout 6 est désorbitée le 29 juillet 1982.

### Equipage Romanenko-Gretchko (décembre 1977 - mars 1978)[1],[2]
Saliout 6, première station du nouveau type, est placée en orbite le 29 septembre 1977 par un lanceur lourd Proton.
Le premier équipage est lancé à bord d'un vaisseau Soyouz 25 mais celui-ci ne parvient pas à s'amarrer au port d'amarrage avant de la station spatiale à la suite sans doute d'une défaillance d'une des pièces du mécanisme. L'équipage doit revenir sur Terre sans avoir pu pénétrer dans la station spatiale.

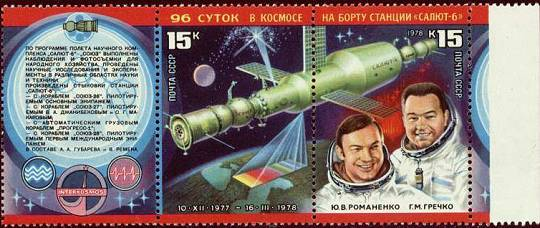
Le premier équipage :
Romanenko et Gretchko.

Malgré la réticence des responsables du programme soviétique à lancer un vaisseau en plein hiver, Soyouz 26 est lancé le 10 décembre 1977 et cette fois le vaisseau parvient s'amarrer à l'arrière de la station Saliout. L'équipage, composé de   Iouri Romanenko et de Gueorgui Gretchko, va effectuer un séjour de 96 jours. Gretchko effectue le 20 du même mois une sortie extravéhiculaire - la première sortie dans l'espace des soviétiques depuis 1969 - pour s'assurer que le port d'amarrage avant, auquel Soyouz 25 avait tenté en vain de s'amarrer deux mois plus tôt, n'est pas fautif. Le résultat de cette inspection est positif et permet d'envisager l'arrivée du vaisseau de ravitaillement attendu en janvier et donc le prolongement de la mission.
Le 10 janvier un équipage est lancé à bord de Soyouz 27 pour un séjour de courte durée puis repart avec Soyouz 26. Cet échange permet de libérer le port d'amarrage arrière qui est le seul équipé de conduites permettant le transfert de carburant entre un vaisseau-cargo et la station spatiale. Le 20 janvier le premier vaisseau cargo de l'histoire spatiale chargé de 1 tonne de carburant et de 1,3 tonne de ravitaillement est lancé puis s'amarre à Saliout 6. Après avoir été déchargé de sa cargaison et rempli de déchets le vaisseau Progress se détache le 6 février de la station spatiale puis après avoir testé son système de rendez-vous de secours manœuvre pour rentrer dans l'atmosphère et être détruit.
Un deuxième équipage de visiteurs s'amarre à la station spatiale à bord du vaisseau Soyouz 28 le 3 mars 1978. Le cosmonaute soviétique Alekseï Goubarev est accompagné du tchèque Vladimir Remek. Celui-ci inaugure le programme de coopération internationale Intercosmos pour les vols habités et est le premier homme à aller dans l'espace sans être américain ou soviétique. Ces visiteurs quittent la station environ 8 jours plus tard. Romanenko et Gretchko quittent à leur tour la station le 16 mars après battu le record de durée de séjour dans l'espace détenu jusque-là par le troisième équipage de Skylab et établi en 1974.

### Equipage Kovalionok-Ivantchenkov (juin - novembre 1978)[5]

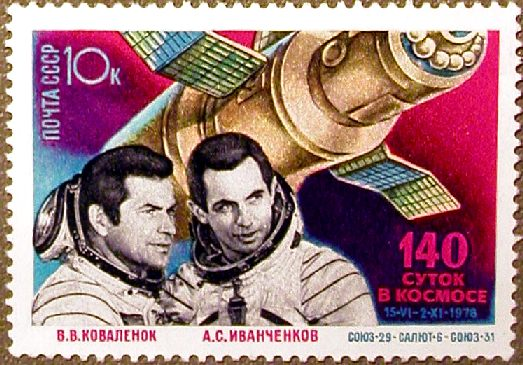
Le deuxième équipage :
Kovalenok et Ivanchenkov.

Le deuxième équipage permanent de la station, composé de Vladimir Kovalionok et Alexandre Ivantchenkov, est placé en orbite le 15 juin 1978 par Soyouz 29. 
Au cours de leur séjour qui va durer 140 jours, les cosmonautes reçoivent deux équipages de visiteurs du programme Intercosmos comprenant dans un cas un Polonais, dans l'autre un Allemand de l'Est. 
Ils sont ravitaillés à trois reprises par des cargos Progress et effectuent une sortie extra-véhiculaire pour récupérer des échantillons de matériaux exposés dans le vide.
Ils retournent sur Terre le 2 novembre 1978. 

### Equipage Liakhov-Rioumine (février - août 1979)[7]
Le séjour du troisième équipage permanent composé de Vladimir Liakhov et de Valeri Rioumine comporte beaucoup plus de péripéties. Ils sont placés en orbite le 23 février à bord de Soyouz 32 et s'amarrent à la station spatiale sans problème. Le premier équipage de visiteurs qui s'est embarqué sur Soyouz 33, comprend un cosmonaute bulgare. Le lancement est effectué le 10 avril mais la mission est interrompue à la suite d'une anomalie de fonctionnement de la propulsion principal du vaisseau Soyouz au cours des manœuvres précédant l'amarrage. Cet incident soulève des doutes sur la fiabilité de la propulsion du vaisseau Soyouz 32 amarré à la station qui fait partie de la même sous-série.
Par précaution, le 6 juin, les responsables du programme lancent un nouveau vaisseau Soyouz 34 sans équipage qui vient s'amarrer à la station spatiale. 
Le 13, Soyouz 32 revient sur Terre inhabité mais avec un chargement constitué d'échantillons de matériaux et de résultats d'expériences scientifiques. L'équipage avait déployé une antenne de radio-télescope de 10 mètres de diamètre à l'extérieur de la station pour des expériences d'interférométrie avec des instruments sur Terre. Une fois l'expérience achevée, l'antenne KRT-10 est larguée mais elle s'accroche au passage à un équipement situé sur la coque. Les cosmonautes doivent improviser le 15 aout une sortie extravéhiculaire pour libérer l'antenne.
Après avoir passé 175 jours à bord de la station, Liakhov et Rioumine regagnent la Terre le 19 août 1979 à bord de Soyouz 34.

### Equipage Popov-Rioumine (avril - octobre 1980)[8]

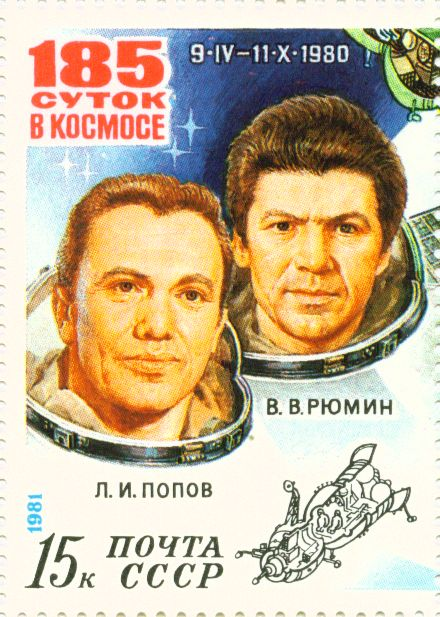
Le quatrième équipage :
Popov et Rioumine

L'équipage permanent suivant est lancé le 9 avril 1980. Il est composé de Leonid Popov et de Valeri Rioumine.
Ce dernier, qui séjournait encore dans l'espace sept mois plus tôt, remplace Valentin Lebedev qui s'est blessé au genou peu avant le décollage. Il réintègre la station spatiale le 10 avril et, de manière imprévue, retrouve sa propre liste de consignes rédigée à l'intention de l'équipage suivant. L'équipage reçoit la visite de quatre équipages dont trois dans le cadre du programme Intercosmos.
Un équipage de deux visiteurs arrive à bord d'une nouvelle version du vaisseau Soyouz : le Soyouz-T. Celle-ci est équipée de panneaux solaires lui donnant une autonomie de 11 jours contre 2 jours pour la version précédente. Le nouveau vaisseau dispose d'un ordinateur utilisant des semi-conducteurs permettant une navigation plus économique et autonome par rapport au centre de contrôle sur Terre. Il peut transporter un équipage de 3 personnes.

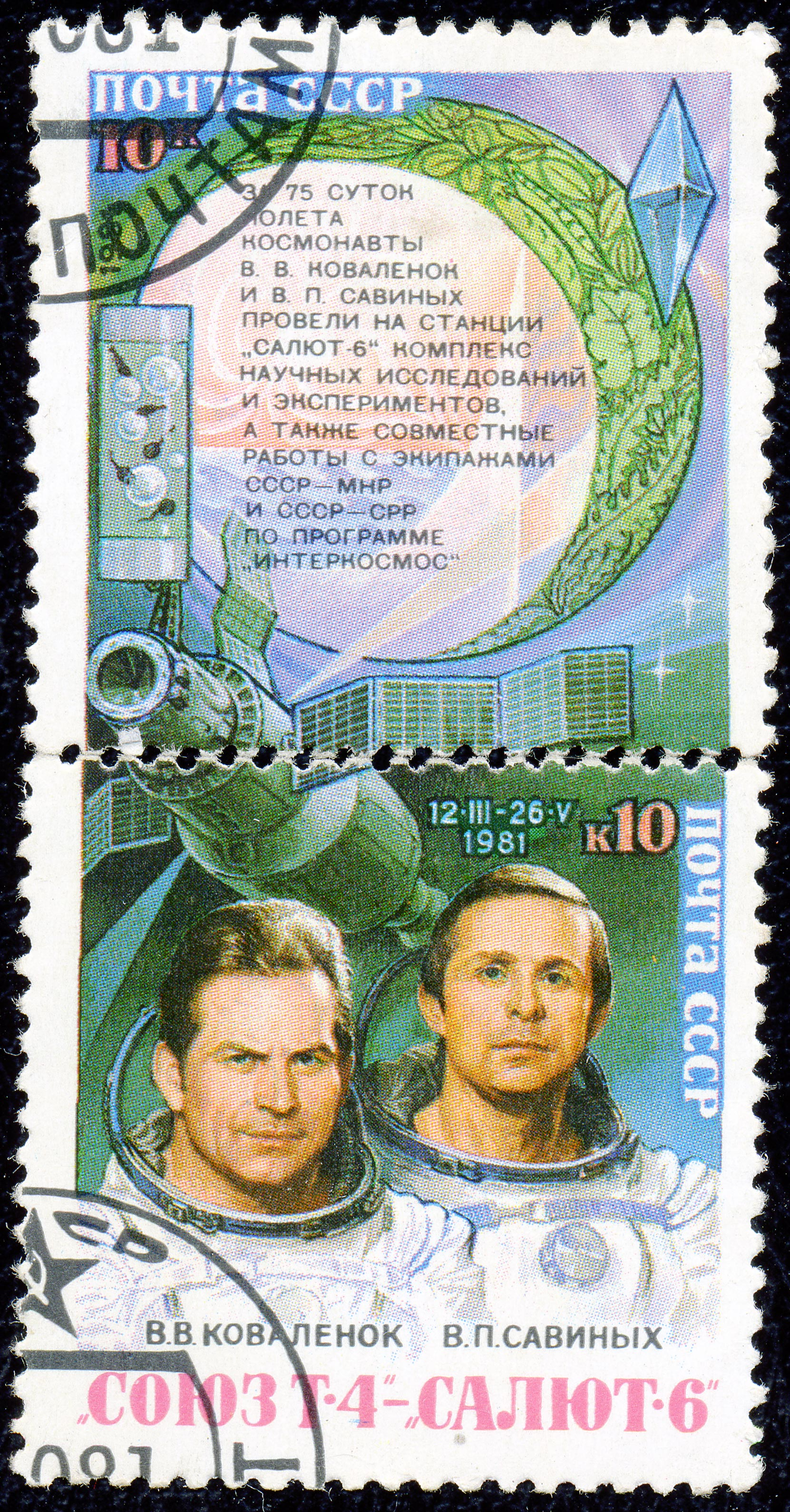
Le cinquième équipage :
Kovalionok et Savinykh

Popov et Rioumine reviennent sur Terre le 11 octobre après avoir encore porté le record de durée d'un séjour dans l'espace à 185 jours, Rioumine cumulant 360 jours de présence au cours de ses deux missions.
Le 27 novembre, Soyouz T-3 emporte trois cosmonautes, lesquels ne passent qu'une dizaine de jours dans la station, à la fois pour remplacer certains équipements et pour vérifier la capacité du nouveau modèle de vaisseau à transporter trois personnes. 

### Equipage Kovalionok-Savinykh (mars - mai 1981)[9]
Le cinquième et dernier équipage permanent, composé de Vladimir Kovalionok et Viktor Savinykh, est lancé le 12 mars 1981 à bord de Soyouz T-4.
En mars et en mai, il reçoit les équipages de visiteurs des deux derniers Soyouz : Soyouz 39 et 40.

Diagramme de Cosmos 1267

Entre-temps, un nouveau vaisseau s'est amarré à Saliout 6, le 25 avril : Cosmos 1267. Il s'agit d'un vaisseau de type TKS développé pour desservir les stations Almaz. Lourd de 17 tonnes, il comporte à la fois une capsule, permettant un éventuel retour d'urgence de l'équipage, et une vaste soute pressurisée pour le fret. La capsule revient sur Terre peu après l'amarrage. Le reste du vaisseau restera en revanche attaché à la station jusqu'à la fin. 
Kovalionok et Savinykh rentrent sur Terre le 26 mai 1981, après 74 jours de vol.
La station ne sera désorbitée qu'un an plus tard, le 29 juillet 1982. Elle sera restée près de cinq ans dans l'espace, ayant été occupée par cinq équipages permanents (pour une durée totale de 684 jours) et onze équipages de visiteurs, dont neuf ressortissants de pays étrangers.

## Caractéristiques techniques
La station spatiale Saliout 6  introduit une modification fondamentale par rapport aux stations Saliout qui l'ont précédé avec la présence d'un deuxième port d'amarrage situé à l'arrière de la station spatiale qui permet à deux vaisseaux d'être amarrés en même temps. À cet effet le compartiment arrière hérité de Soyouz disparait. La station est prolongée à l'arrière de plus d'un mètre. Dans la partie centrale de ce prolongement est installé le port d'amarrage. À la périphérie de celui-ci se trouvent les deux moteurs de la propulsion principale repris des stations Almaz, quatre ensembles de moteurs de contrôle d'attitude installés à l'extérieur de la coque prolongée ainsi que les réservoirs contenant les ergols utilisés par les moteurs. Ces réservoirs peuvent être remplis par les vaisseaux Progress qui utilisent à cet effet des conduites qui traversent le collier d'amarrage. Par ailleurs la taille du compartiment d'amarrage-transfert situé à l'avant a été accru ainsi que celle de l'écoutille utilisée pour les sorties extravéhiculaires. Un nouveau système appelé Rodnik (source) est utilisé pour déshumidifier l'atmosphère de la station. Celle-ci comporte désormais une douche copie de celle installée à bord des stations Almaz.. 
Les vaisseaux cargo Progress s'amarraient automatiquement à l'écoutille située à l'arrière de la station, et étaient ouverts et verrouillés par les cosmonautes depuis la station. Le transfert du carburant vers la station avait lieu automatiquement sous le contrôle de la Terre. Un deuxième point d'amarrage permettaient aux équipages effectuant des séjours de longue durée de recevoir des vaisseaux visiteurs . 12 cargos Progress ont apporté plus de 20 tonnes d'équipement, provisions et carburant. Un vaisseau de transport expérimental appelé « Cosmos 1267 » s'est amarré à Saliout 6 en 1982. Ce vaisseau était conçu à l'origine pour le programme Almaz. Cosmos 1267 a démontré que de grands modules pouvaient s'amarrer automatiquement aux stations spatiales, un grand pas vers les stations multimodulaires Mir et ISS.
- Longueur : 15,8 m
- Diamètre maximal : 4,15 m
- Volume habitable : 90 m3
- Masse au lancement : 19 824 kg
- Lanceur : fusée Proton (trois étages)
- Inclinaison orbitale : 51,6°
- Envergure entre les panneaux solaires : 17 m
- Surface de panneaux solaires : 51 m2
- Nombre de panneaux solaires : 3
- Puissance disponible : 4–5 kW
- Vaisseaux de ravitaillement : cargos Soyouz, Soyouz T, Progress, TKS
- Nombre de points d'amarrage : 2
- Nombre total de missions habitées : 18
- Nombre total de missions non-habitées : 13
- Nombre total de missions habitées longue durée : 6
- Nombre de moteurs principaux : 2
- Puissance des moteurs principaux (chacun) : 300 kgf (2,9 kN)

## Liste des équipages de Saliout 6
| Mission           | Type      | Équipage                                                | Date de lancement                 | Mission aller | Date de retour                    | Mission retour | Durée (jours) |
| ----------------- | --------- | ------------------------------------------------------- | --------------------------------- | ------------- | --------------------------------- | -------------- | ------------- |
| Saliout 6 - EO-1  | Permanent | Yuri Romanenko, Georgi Grechko                          | 10 décembre 1977 01 h 18 40" UTC  | Soyouz 26     | 16 mars 1978 11 h 18 47" UTC      | Soyouz 27      | 96,42         |
| Saliout 6 - EP-1  | Visiteur  | Vladimir Dzhanibekov, Oleg Makarov                      | 10 janvier 1978 12 h 26 00" UTC   | Soyouz 27     | 16 janvier 1978 11 h 24 58" UTC   | Soyouz 26      | 5,96          |
| Saliout 6 - EP-2  | Visiteur  | Aleksei Gubarev, Vladimir Remek Tchécoslovaquie         | 2 mars 1978 15 h 28 00" UTC       | Soyouz 28     | 10 mars 1978 13 h 44 00" UTC      | Soyouz 28      | 7,93          |
| Saliout 6 - EO-2  | Permanent | Vladimir Kovalyonok, Aleksandr Ivanchenkov              | 15 juin 1978 20 h 16 45" UTC      | Soyouz 29     | 2 novembre 1978 11 h 04 17" UTC   | Soyouz 31      | 139,62        |
| Saliout 6 - EP-3  | Visiteur  | Pyotr Klimuk, Miroslaw Hermaszewski Pologne             | 27 juin 1978 15 h 27 21" UTC      | Soyouz 30     | 5 juillet 1978 13 h 30 20" UTC    | Soyouz 30      | 7,92          |
| Saliout 6 - EP-4  | Visiteur  | Valeri Bykovski, Sigmund Jähn Allemagne de l'Est        | 26 août 1978 14 h 51 30" UTC      | Soyouz 31     | 3 septembre 1978 11 h 40 34" UTC  | Soyouz 29      | 7,87          |
| Saliout 6 - EO-3  | Permanent | Vladimir Liakhov, Valery Ryumin                         | 25 février 1979 11 h 53 49" UTC   | Soyouz 32     | 19 août 1979 12 h 29 26" UTC      | Soyouz 34      | 175,02        |
| Saliout 6 - EO-4  | Permanent | Leonid Popov, Valery Ryumin                             | 9 avril 1980 13 h 38 22" UTC      | Soyouz 35     | 11 octobre 1980 09 h 49 57" UTC   | Soyouz 37      | 184,84        |
| Saliout 6 - EP-5  | Visiteur  | Valery Kubasov, Bertalan Farkas Hongrie                 | 26 mai 1980 18 h 20 39" UTC       | Soyouz 36     | 3 juin 1980 15 h 06 23" UTC       | Soyouz 35      | 7,87          |
| Saliout 6 - EP-6  | Visiteur  | Yuri Malyshev, Vladimir Axionov                         | 5 juin 1980 14 h 19 30" UTC       | Soyouz T-2    | 9 juin 1980 12 h 39 00" UTC       | Soyouz T-2     | 3,93          |
| Saliout 6 - EP-7  | Visiteur  | Viktor Gorbatko, Phạm Tuân Viêt Nam                     | 23 juillet 1980 18 h 33 03" UTC   | Soyouz 37     | 31 juillet 1980 15 h 15 02" UTC   | Soyouz 36      | 7,86          |
| Saliout 6 - EP-8  | Visiteur  | Yuri Romanenko, Arnaldo Tamayo Méndez Cuba              | 18 septembre 1980 19 h 11 03" UTC | Soyouz 38     | 26 septembre 1980 15 h 54 27" UTC | Soyouz 38      | 7,86          |
| Saliout 6 - EP-9  | Visiteur  | Leonid Kizim, Oleg Makarov Gennady Strekalov            | 27 novembre 1980 14 h 18 28" UTC  | Soyouz T-3    | 10 décembre 1980 09 h 26 10" UTC  | Soyouz T-3     | 12,80         |
| Saliout 6 - EO-5  | Permanent | Vladimir Kovalyonok, Viktor Savinykh                    | 12 mars 1981 19 h 00 11" UTC      | Soyouz T-4    | 26 mai 1981 12 h 37 34" UTC       | Soyouz T-4     | 74,73         |
| Saliout 6 - EP-10 | Visiteur  | Vladimir Dzhanibekov, Jugderdemidiyn Gurragcha Mongolie | 22 mars 1981 14 h 58 55" UTC      | Soyouz 39     | 30 mars 1981 11 h 40 58" UTC      | Soyouz 39      | 7,86          |
| Saliout 6 - EP-11 | Visiteur  | Leonid Popov, Dumitru Prunariu Roumanie                 | 14 mai 1981 17 h 16 38" UTC       | Soyouz 40     | 22 mai 1981 13 h 58 30" UTC       | Soyouz 40      | 7,86          |

27 personnes se sont rendues dans la station dont 6 à deux reprises (Romanenko, Makarov, Rioumine, Djanibekov Popov et Kovalionok).
Deux équipages (Soyouz 25 et 33), soit quatre cosmonautes ont manqué leur cible.

## Sorties extra-véhiculaires de Saliout 6
| Mission          | Marcheurs               | Début (UTC)              | Fin (UTC)                | Durée               | Commentaires                            |
| ---------------- | ----------------------- | ------------------------ | ------------------------ | ------------------- | --------------------------------------- |
| Saliout 6 - PE-1 | Romanenko, Grechko      | 19 décembre 1977 21 h 36 | 19 décembre 1977 23 h 04 | 1 heure 28 minutes  | Test de la combinaison spatiale Orlan-D |
| Saliout 6 - PE-2 | Kovalyonok, Ivanchenkov | 29 juillet 1978 04 h 00  | 29 juillet 1978 06 h 20  | 2 heures 05 minutes | Récupération d'expérimentations         |
| Saliout 6 - PE-3 | Ryumin, Liakhov         | 15 août 1979 14 h 16     | 15 août 1979 15 h 39     | 1 heure 23 minutes  | Retrait de l'antenne radio              |

## Vaisseaux et équipages
(Équipages lancés, vaisseaux lancés et dates d'atterrissage listées)
- Soyouz 25 — 9-11 octobre 1977 — amarrage manqué
  - Vladimir Kovalyonok
  - Valery Ryumin

- Soyouz 26 — 10 décembre 1977 — 16 janvier 1978
  - Yuri Romanenko
  - Georgi Grechko

- Soyouz 27 — 10 janvier 1978 — 16 mars 1978
  - Oleg Makarov
  - Vladimir Dzhanibekov

- Soyouz 28 — 2-10 mars 1978 — vol Intercosmos
  - Aleksei Gubarev
  - Vladimir Remek  Tchécoslovaquie

- Soyouz 29 — 15 juin — 3 septembre 1978
  - Vladimir Kovalyonok
  - Aleksandr Ivanchenkov

- Soyouz 30 — 27 juin — 5 juillet 1978 — vol Intercosmos
  - Pyotr Klimuk
  - Miroslaw Hermaszewski  Pologne

- Soyouz 31 — 26 août — 2 novembre 1978 — vol Intercosmos
  - Valery Bykovsky
  - Sigmund Jähn  Allemagne de l'Est

- Soyouz 32 — 25 février — 13 juin 1979 - a atterri vide
  - Vladimir Liakhov
  - Valery Ryumin

- Soyouz 33 — 10-12 avril 1979 — vol Intercosmos — amarrage manqué
  - Nikolay Rukavishnikov
  - Georgi Ivanov  Bulgarie

- Soyouz 34 — 6 juin — 19 août 1979 — a atterri avec un équipage
  - Lancé vide pour remplacer Soyouz 33

- Soyouz 35 — 9 avril — 3 juin 1980
  - Leonid Popov
  - Valery Ryumin

- Soyouz 36 — 26 mai — 31 juillet 1980 — vol Intercosmos
  - Valery Kubasov
  - Bertalan Farkas  Hongrie

- Soyouz T-2 — 5-9 juin 1980
  - Yuri Malyshev
  - Vladimir Axionov

- Soyouz 37 — 23 juillet — 11 octobre 1980 — vol Intercosmos
  - Viktor Gorbatko
  - Phạm Tuân  Viêt Nam

- Soyouz 38 — 18-26 septembre 1980 — vol Intercosmos
  - Yuri Romanenko
  - Arnaldo Tamayo Méndez  Cuba

- Soyouz T-3 — 27 novembre — 10 décembre 1980
  - Leonid Kizim
  - Oleg Makarov
  - Gennady Strekalov

- Soyouz T-4 — 12 mars — 26 mai 1981
  - Vladimir Kovalyonok
  - Viktor Savinykh

- Soyouz 39 — 22-30 mars 1980 — vol Intercosmos
  - Vladimir Dzhanibekov
  - Jugderdemidiyn Gurragcha  Mongolie

- Soyouz 40 — 14-22 mai 1981 — vol Intercosmos
  - Leonid Popov
  - Dumitru Prunariu  Roumanie